# 謝爾蓋·蘇哈列夫
謝爾蓋·弗拉基米羅維奇·蘇哈列夫（俄语：Сергей Владимирович Сухарев，羅馬化：Sergey Vladimirovich Sukharev，1981年—2022年3月17日），是一名俄羅斯軍事人員，軍銜空軍上校。

## 生平
蘇哈列夫1981年出生於梁贊州葉爾米希區。
蘇哈列夫1998年畢業於從葉爾米申斯卡亞中學；2003年畢業於梁贊衛隊高級空降指揮學校，大學畢業後，他被分配到第76近衛空中突擊師第104近衛空中突擊團，從排長逐步晉升為第一空降突擊營營長等指揮職務 ；2016年畢業於俄羅斯聯邦軍隊綜合軍事學院。2016至2017年任第104近衛空中突擊團副指揮官，2017年5月9日，蘇哈列夫參加紀念衛國戰爭勝利72週年閱兵，成為領導該團的禮儀負責人。2017年至2021年為第31獨立近衛空降突擊旅副指揮官；截至2020年，他是一名中校。2021年8月，他獲任命為第98空降師第331降落傘團指揮官。
蘇哈列夫已婚。

## 事蹟
根據烏克蘭武裝部隊上校、軍事博主阿納托利·斯特凡（Анатолій Штефан）和博主羅曼·圖羅維茨（Роман Туровец）的說法，蘇哈列夫曾參加第二次車臣戰爭和俄格戰爭。他在2014年帶領第331降落傘團戰術大隊，並親自領導槍殺了離開伊洛瓦斯克綠色走廊的一隊烏克蘭軍人。2022年，他參加了集體安全條約組織入侵哈薩克。根據俄羅斯國防部採訪，他在哈薩克待了10天，在那裡軍隊控制了阿拉木圖熱電聯產。
2022年俄羅斯入侵烏克蘭，蘇哈列夫帶領第331降落傘團參加戰爭，於2022年3月17日陣亡。
蘇哈列夫安葬於梁贊。

## 榮譽
俄羅斯總統弗拉基米爾·普京發佈總統令「由於在履行軍事職責中表現出的英雄氣慨、勇氣和勇敢」，追授蘇哈列夫俄羅斯聯邦英雄稱號。2022年3月22日，俄羅斯聯邦國防部副部長尤里·薩多文科上將在梁贊青年宮舉行的蘇哈列夫葬禮上，將俄羅斯英雄金星勳章交給了蘇哈列夫的遺孀。
- 俄羅斯英雄金星勳章[4]